# Jezioro Głębokie (Pojezierze Bytowskie)
Jezioro Głębokie (kaszub. Jezoro Głãbòczé lub Jezoro Pietrzkòwsczé) – jezioro w woj. pomorskim, w pow. bytowskim, w gminie Miastko, leżące na terenie Pojezierza Bytowskiego.
Jest to przepływowe jezioro rynnowe na Obszarze Chronionego Krajobrazu "Źródliskowy obszar Brdy i Wieprzy na wschód od Miastka".
Do Jeziora Głębokiego, w jego północno-wschodniej części wpływa Brda (jej ujście znajduje się w części południowo-wschodniej). Ok. 1,5 km przed ujściem rzeki, znajduje się całkowicie zalesiona, niewielka wyspa.

## Dane morfometryczne
Powierzchnia zwierciadła wody według różnych źródeł wynosi od 137,5 ha do 138,9 ha.
Zwierciadło wody położone jest na wysokości 153,8 m n.p.m. lub 153,6 m n.p.m. Średnia głębokość jeziora wynosi 10,1 m, natomiast głębokość maksymalna 21,9 m.
W oparciu o badania przeprowadzone w 1999 roku wody jeziora zaliczono do II klasy czystości.

## Hydronimia
Według urzędowego spisu opracowanego przez Komisję Nazw Miejscowości i Obiektów Fizjograficznych (KNMiOF) nazwa tego jeziora to Jezioro Głębokie. W różnych publikacjach i na mapach topograficznych jezioro to występuje pod nazwą Pietrzykowskie Duże lub Deper.